# Lasioglossum costulatum
Lasioglossum costulatum är en biart som först beskrevs av Joseph Kriechbaumer 1873.  Lasioglossum costulatum ingår i släktet smalbin, och familjen vägbin. Inga underarter finns listade.

## Utseende
Ett slankt, svart bi med vita bakkanter på tergiterna 2 till 4 (segmenten på bakkroppens ovansida). Honan har en kroppslängd på omkring 10 mm; hanen kan vara något kortare.

## Ekologi
Habitaten utgörs av skogsbryn, ögödslad gräsmark, sand- och grustag samt ruderatområden ("skräpmark"). Vad gäller näringen är arten specialiserad på klockväxter, även om den också kan hämta pollen från måror och ett par korgblommiga växter. Arten kan gå upp till omkring 500 m, i de schweiziska Alperna 2 000 m. Arten är solitär, icke-samhällsbildande; honan gräver boet i sand- eller lösshaltig lera. Endast honorna övervintrar och kommer fram i april, medan de nya hanarna börjar flyga i juli.

## Utbredning
Arten finns i Syd- och Mellaneuropa norrut till Danmark samt i Nordafrika och Asien från Marocko till Iran.